# Hemelvaart van Mozes
De Hemelvaart van Mozes is een apocrief van de Hebreeuwse Bijbel. Van het werk is alleen een 6e-eeuws incompleet Latijns manuscript bewaard gebleven, ontdekt door Antonio Ceriani in de Biblioteca Ambrosiana in Milaan in het midden van de 19e eeuw en in 1861 door hem gepubliceerd. Het werk werd mogelijk vertaald uit een Oudgriekse vertaling van een oorspronkelijk Hebreeuwse of Aramese versie en bevat toespraken van Mozes tot Jozua om hem de toekomst te voorspellen.

## Datering
De meeste wetenschappers dateren het werk op de vroege 1e eeuw n.Chr., vanwege de personages die in het werk verschijnen. Anderen dateren het werk op de 1e eeuw v.Chr. en veronderstellen dat de latere personages invoegingen zijn in de 1e eeuw n.Chr.

## Relatie met de Brief van Judas
De twist tussen de aartsengel Michaël en de duivel over Mozes' lichaam in Judas 9 was volgens Origenes te herleiden tot dit werk. Hij noemt het Ἀνάληψις Μωυσέως, Analepsis Mōyseōs. Het is onduidelijk of dit werk hetzelfde is als het werk dat Athanasius noemde dat in het Nederlands ook vertaald kan worden als "Hemelvaart van Mozes", maar in het Oudgrieks wordt aangeduid als Ἀνάβασις Μωυσέως, Anabasis Mōyseōs. In het manuscript dat Ceriani ontdekte, komt de twist tussen Michaël en de duivel niet voor. Daarom wordt soms aangenomen dat het manuscript het verloren gegane apocriefe werk Testament van Mozes betreft. Anderen verklaren dit ontbreken doordat de overgebleven tekst mogelijk maar twee derde van de oorspronkelijke tekst bevat.